# Valea Mare-Pravăț
Valea Mare-Pravăț è un comune della Romania di 4 365 abitanti, ubicato nel distretto di Argeș, nella regione storica della Muntenia.
Il comune è formato dall'unione di 8 villaggi: Bilcești, Colnic, Fântânea, Gura Pravăș, Nămăești, Pietroasa, Șelari, Valea Mare-Pravăț.